# Landesliga (Vorarlberg)
Die Landesliga ist die zweithöchste Fußballliga des österreichischen Bundesland Vorarlberg und die fünfthöchste Spielklasse im Fußball-Ligasystem in Österreich. Sie wird vom Vorarlberger Fußballverband (VFV) ausgetragen.

## Modus
Die Landesliga ist ein nach dem Ligasystem ausgetragener Wettbewerb, an dem 14 Fußballvereine aus Vorarlberg teilnehmen. Gespielt werden pro Saison 26 Meisterschaftsrunden, geteilt in jeweils eine Hin- und Rückrunde. Die Begegnungen sowie das Heimrecht werden zu Beginn der Saison ausgelost. Der Meister und der Vizemeister sind zum Aufstieg in die Vorarlbergliga, die höchste Spielklasse Vorarlbergs, berechtigt. Die Anzahl der Absteiger aus der Liga ist variabel und hängt von der Anzahl Mannschaften, die aus der Vorarlbergliga absteigen, ab.

## Meister
| 2009/10 | FC Sulzberg                  |
| 2010/11 | SC Austria Lustenau Amateure |
| 2011/12 | SC Fußach                    |
| 2012/13 | FC Lauterach                 |
| 2013/14 | VfB Hohenems                 |
| 2014/15 | Dornbirner Sportverein       |
| 2015/16 | FC Lauterach                 |
| 2016/17 | FC Schwarzach                |
| 2017/18 | FC Bizau                     |